# 笑福亭笑助
笑福亭 笑助（しょうふくてい しょうすけ、1976年9月18日 - ）は、上方落語協会・吉本興業に所属する落語家。笑福亭笑瓶門下。本名は小笠原 毅。

## 経歴
奈良工業高等専門学校三年次修了。1997年8月7日、笑福亭笑瓶に入門。笑福亭鶴瓶は大師匠に当たる。同時に上京。
師匠の笑瓶はタレント活動が中心であるが、東京で活動後は古典落語中心の活動を選ぶ。
2014年4月から2018年9月まで「東北住みます落語家 兼 山形住みます芸人」として山形県を拠点に東北各地に笑いを届ける。現在は大阪市で活躍。